# Horw
Horw (toponimo tedesco) è un comune svizzero di 15 043 abitanti del Canton Lucerna, nel distretto di Lucerna Campagna; ha il titolo di città.

## Geografia fisica

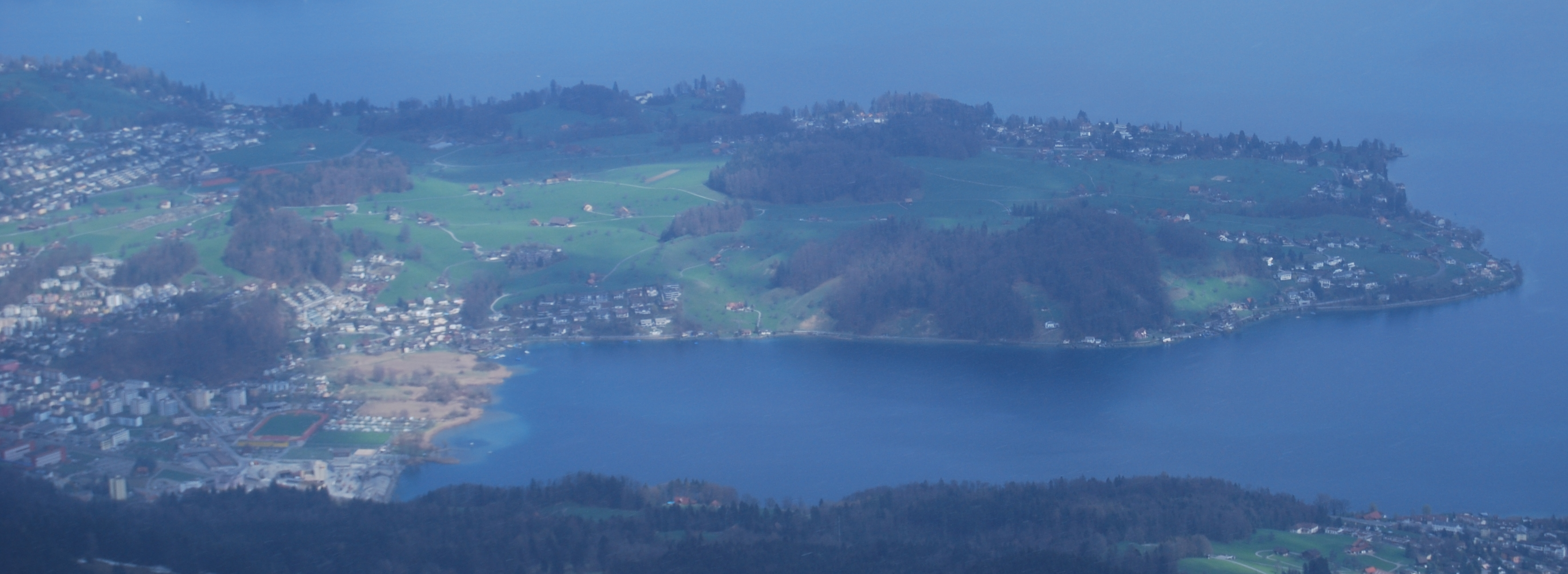
La penisola di Horw sul lago dei Quattro Cantoni

Il territorio del comune di Horw comprende l'omonima penisola lungo la sponda occidentale del lago dei Quattro Cantoni, il versante settentrionale del monte Pilatus e la conca valliva che li congiunge.

## Storia
I primi insediamenti umani di cui si hanno testimonianze risalgono al Neolitico e all'Età del bronzo, concentrati sulla penisola che si addentra nel lago dei Quattro Cantoni.

## Monumenti e luoghi d'interesse
- Chiesa parrocchiale cattolica di Santa Caterina, eretta nel 1813-1815 da Josef Singer e ampliata nel 1937-1938 in luogo di precedenti chiese risalenti all'XI, al XII-XIII e al XV-XIV secolo[3];
- Chiesa di San Nicolao della Flüe in località Kastanienbaum, eretta nel 1962[3];
- Chiesa riformata, eretta nel 1956-1957[3];
- Ville patrizie in riva al lago[3].

## Società

### Evoluzione demografica
L'evoluzione demografica è riportata nella seguente tabella:
Abitanti censiti

## Cultura

### Istruzione

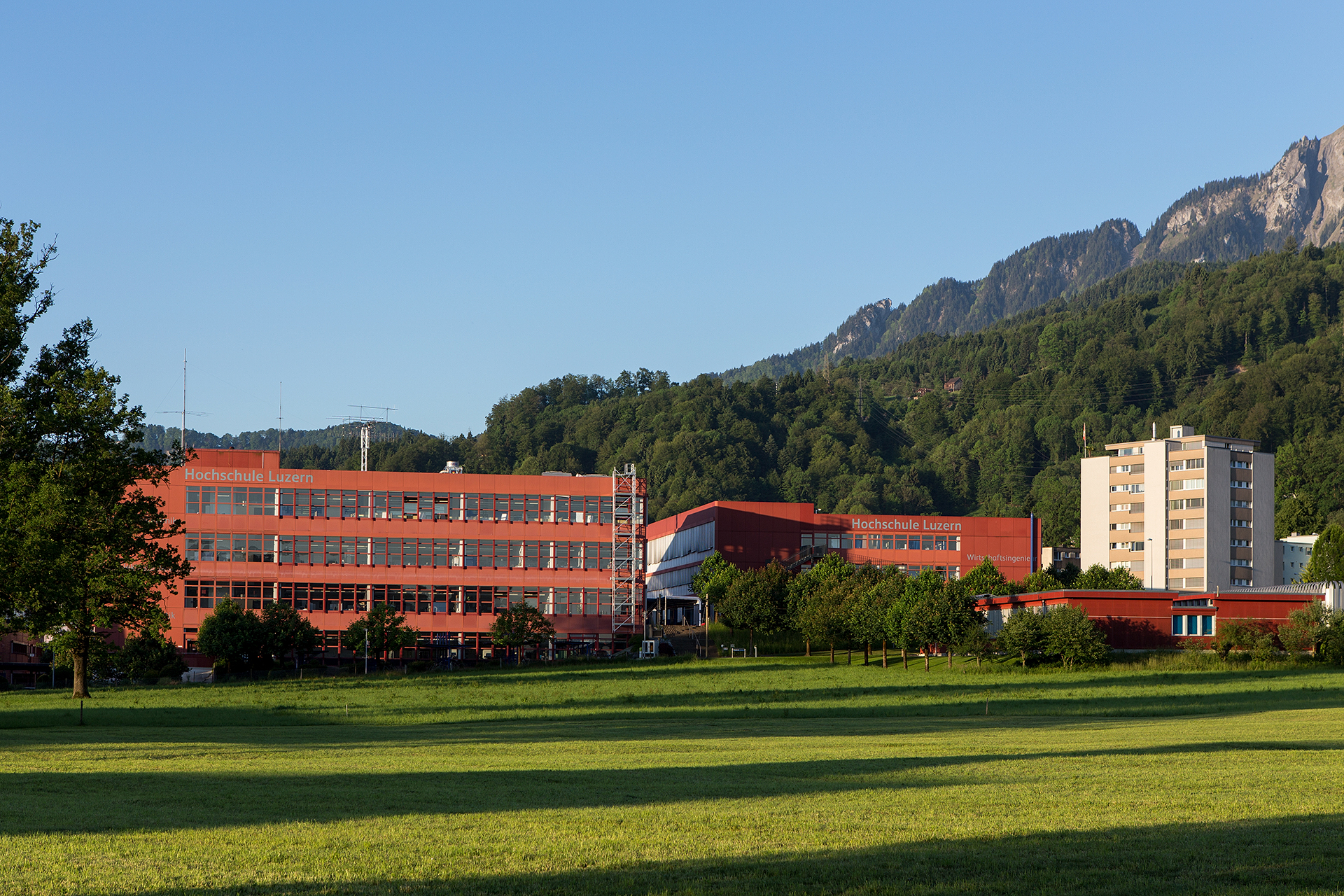
La Hochschule Luzern

Nel comune è presente un istituto tecnico post-liceale, la Hochschule Luzern, dipartimento di tecnica e architettura, costruita nel 1973-1976 in località Ennethorw.

## Geografia antropica
Il comune fa parte dell'area metropolitana di Lucerna.

### Frazioni e quartieri

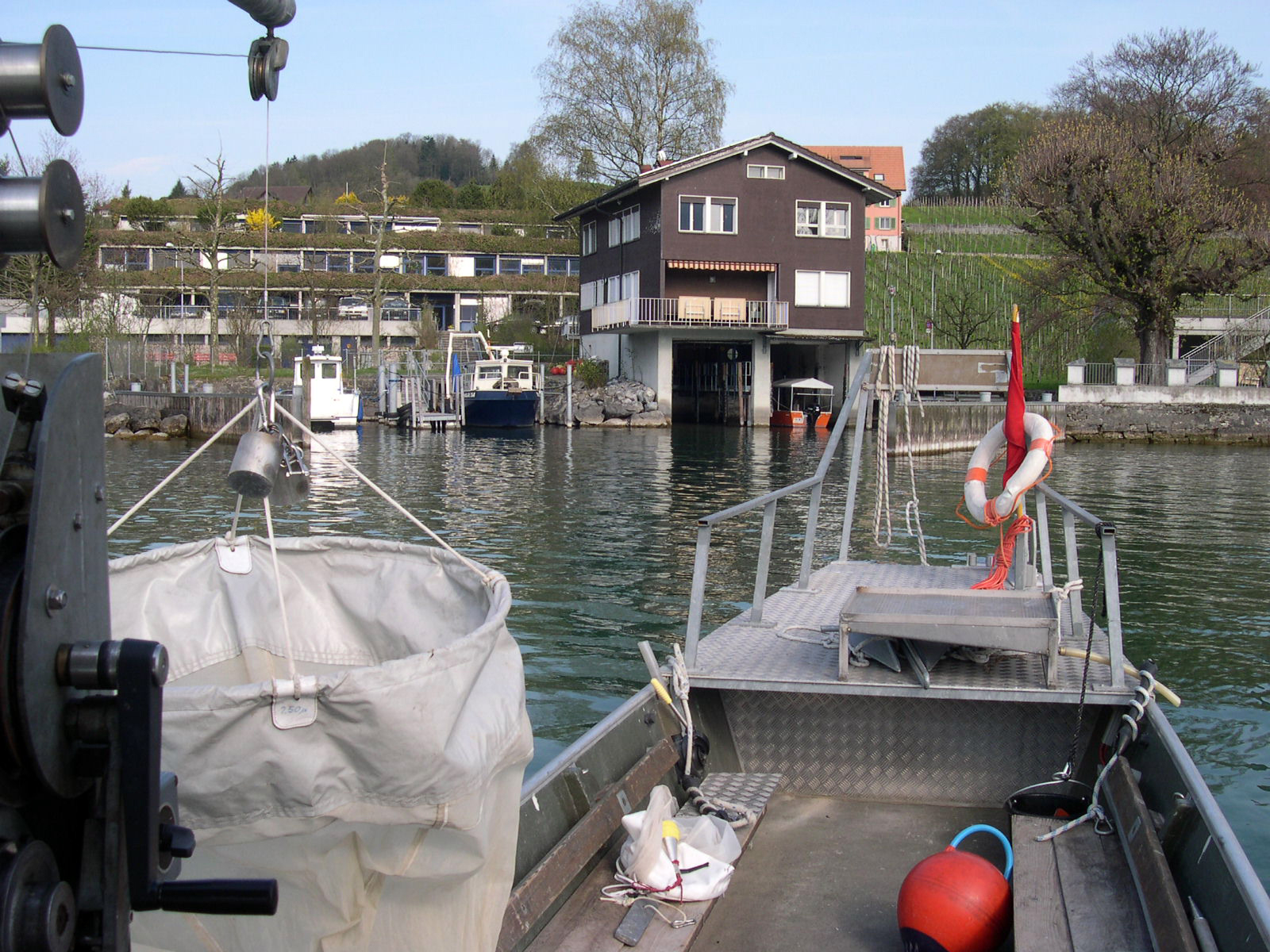
Kastanienbaum

Le frazioni o quartieri di Horw sono:
- Ennethorw
- Kastanienbaum
- Krämerstein
- Krebsbären
- Langensand
- Sankt Niklausen
- Stutz
- Winkel

## Economia
L'economia locale si basa prevalentemente sul pendolarismo in uscita verso Lucerna.

## Infrastrutture e trasporti
Horw è servita dall'omonima uscita dell'Autostrada A2 (E35).

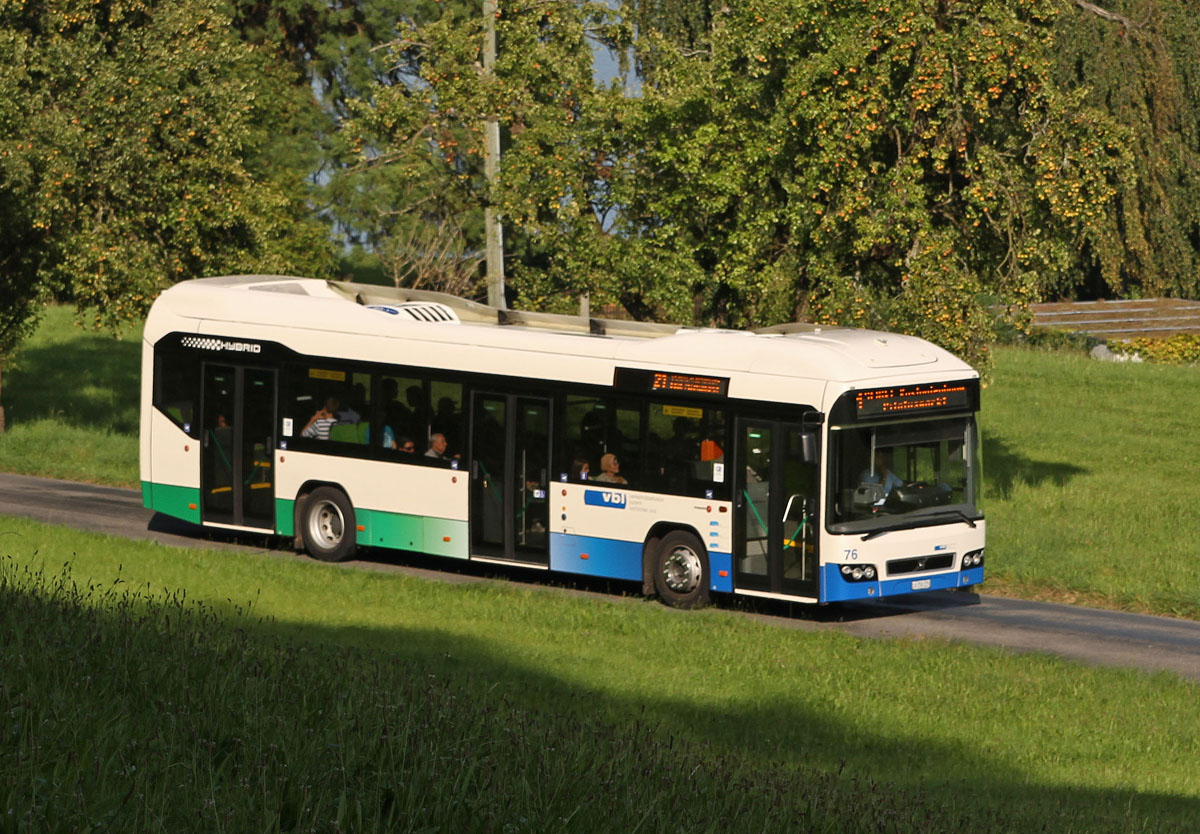
Un Volvo 7700 della VBL transita a Sankt Niklausen, mentre è in servizio sulla linea 21.

Il territorio comunale è attraversato dalla ferrovia del Brünig, gestita dalla Zentralbahn (ZB). A servizio dello stesso è presente una stazione ferroviaria.
Il quartiere di Biregghof è capolinea della filovia 7 (Biregghof-Lucerna stazione-Unterlöchlii). Le frazioni e gli altri quartieri sono serviti da alcune autolinee della rete di trasporto pubblico urbano della città di Lucerna, gestita dalla Verkehrsbetriebe Luzern (VBL).

## Sport
A Horw ha sede la Lega svizzera di hockey su prato (Swiss Hockey).